# Битољски партизански одред Јане Сандански
Битољски народноослободилачки партизански одред „Јане Сандански” формиран је код села Лавци, код Битоља 8. септембра 1942. године., а дејствовао је до краја марта 1943. године.
Одред је напао железничку станицу Српци – Беранци 15. новембра 1942. У зиму 1942/1943, био је подељен у групе, а одржавао је политичке митинге по битољским селима. Средином марта 1943. ступио је у Битољско-преспански партизански одред „Даме Груев“. У априлу, услед појачаних дејстава бугарских и италијанских снага, заједнички одред је прешао у рејон Костур-Лерин. Затим се одред вратио у Битољ, са све већим приливом нових бораца, а од издвојених бораца из Битоља формиран је нови Битољски партизански одред „Гоце Делчев“
Дана 4. септембра 1944. године, поново је формиран истоимени одред, који је деловао дуж пута Ресен-Битољ у саставу 49. дивизије НОВЈ.